# هفته‌نامه مشارکت ملی
هفته‌نامه مشارکت ملی روزنامه هفتگی است که در کابل بنیان‌گذاری شده و توسط حزب وحدت اسلامی افغانستان منتشر می‌گردد. از آوریل ۲۰۱۲ تا مه ۲۰۱۳ محمد رضا ناصری سردبیر این هفته‌نامه بود.